# مهرجان المركز الكاثوليكي للسينما
مهرجان المركز الكاثوليكي للسينما، هو مهرجان سينمائي مصري، ويعد أقدم مهرجان سينمائى بمنطقة الشرق الأوسط، ومن أعرق المهرجانات السينمائية في مصر إن لم يكن أعرقها حيث بدأ منذ عام 1952، ومن أقدم المهرجانات الفنية المحلية في مصر التي تقام سنوياً بشكل منتظم. ويكتسب المهرجان أهمية وخصوصية متميزة لذلك يحظى بتقدير كبير من جانب السينمائيين والفنانين المصريين وتكمن هذه الأهمية والخصوصية في أنه لا يمنح جوائز إلا للأفلام والأعمال التي تتميز بمستواها الفني الراقي والتي تدور أفكارها وموضوعاتها حول قضايا تهم المجتمع وتفيده ويكون لها تأثير ايجابي على جمهوره بعيداً عن الأفكار الشاذة والموضوعات والأفكار التي يغلب عليها العنف ويغلفها إطار من الإثارة الفجة.

## مبادئ المهرجان
مهرجان المركز الكاثوليكي له شروطه الخاصة في اختيار الأفلام، فهو يتخيّر الأفلام الداعية للفضيلة، التي لا تخرّب النفوس، وفي الوقت نفسه بها فن وجمال في الأداء. وبما أنّه مهرجان يُقام بواسطة مؤسسة ذات طابع ديني، لذلك فإنه يهتم بالأفلام ذات المضمون الأخلاقي أو التي تحمل عِظَةْ. لذلك فهو من أكثر المهرجانات اهتمامًا بأفلام عظيمة قُدِّمت في السينما وقَدَّمت عِظَةً للمشاهد، مثل فيلم «دعاء الكروان» بطولة فاتن حمامة، وغيره. وأهم ما يميز المهرجان الكاثوليكي ويمنحه خصوصيته، هو المعيار الأخلاقي الذي حدده لاختيار الأفلام المشاركة في المسابقة، وهو أن يحمل الفيلم قيماً إنسانية وأخلاقية، ما يعني استبعاد أي فيلم مهما كان مستواه الفني إذا تضمن أي مساس بالقيم الأخلاقية الإنسانية.
كما قال الأب بطرس دانيال، رئيس المركز الكاثوليكي للسينما، ورئيس اللجنة العليا للمهرجان:
| مهرجان المركز الكاثوليكي للسينما | إن المهرجان قائم على معايير أخلاقية وإنسانية وفنية في اختياره للأفلام، وهناك لجنة مشاهدة للمهرجان تشاهد جميع الأفلام التجارية التي تُعْرَضْ، من ثمّ تختار منها المشاركة في المسابقة الرسمية" | مهرجان المركز الكاثوليكي للسينما |

و أَوْضَحَ أن المهرجان لا يمانع في اختيار أفلام بها مَشاهد جنسية، لكن على ألّا يكون هذا هو الهدف الأساسي من الفيلم، وألَّا تكون تلك المَشَاهِد بهدف الدعوة للشهوة والإثارة الجنسية، كما أنه لا يَقْبَلُ أفلامًا بها استهزاء بالأديان، أو تؤيد حزبًا أو توجهًا سياسيًّا ضد آخر، أو تهاجم المسؤولين. وأشار الأب بطرس دانيال إلى أن الهدف الوحيد الذي يريد أن يُوْصِلْهُ المهرجان للجمهور هي رسالة للمجتمع تدعو للإنسانية وعدم السخرية أو الحط من شأن الآخر.

## وصلة خارجية
- بدء التحضيرات لمهرجان المركز الكاثوليكي للسينما فى دورته 72